# Miconia gonioclada
Miconia gonioclada är en tvåhjärtbladig växtart som beskrevs av José Jéronimo Triana. Miconia gonioclada ingår i släktet Miconia och familjen Melastomataceae. IUCN kategoriserar arten globalt som sårbar.
Artens utbredningsområde är Ecuador. Inga underarter finns listade i Catalogue of Life.